# Минколь
Минко́ль (каз. Мыңкөл) — село у складі Железинського району Павлодарської області Казахстану. Входить до складу Михайловського сільського округу.
Населення — 330 осіб (2021; 418 у 2009, 582 у 1999, 706 у 1989).
Національний склад станом на 1989 рік:
- росіяни — 72 %.

Станом на 1989 рік село мало статус станційного селища.